# Gustaf af Ugglas
Curt Gustaf af Ugglas, född 14 september 1820 i Forsmark, Stockholms län, död 20 februari 1895 i Stockholm, var en svensk friherre, finansminister, överståthållare och riksdagsman.

## Biografi
Gustaf af Ugglas studerade vid Uppsala universitet, där han inskrevs 1836, och blev juris utriusque kandidat 1843, samt inträdde 1846 i Svea hovrätt, där han blev adjungerad ledamot 1849, men lämnade redan 1850 statstjänsten. Han ägnade sig sedan åt skötseln av faderns egendomar Lennartsnäs och Öråkers herrgård, vilka efter dennes död 1853 tillföll honom. Han var riksdagsledamot för Ridderskapet och adeln vid ståndsriksdagarna 1850/51–1865/66, var en moderat anhängare av junkerpartiet, övertygad frihandlare och gillad av de liberala, och blev snart en av riddarhusets mer betydande krafter. 1856 blev han konsultativt statsråd, liksom fadern främst tack vare sina parlamentariska meriter, men avgick på grund av bristande förtroende från Karl XV:s sida redan 1858, då han 1858–1867 blev landshövding i Östergötlands län, för vars jordbruk han sedan kom att göra en betydande insats. Han kom dock att fortsätta spela en roll inom politiken.  ledamot av Första kammaren 1867–1875 för Östergötlands läns valkrets och 1876–1893 för Stockholms stads valkrets. Där var han bland annat 1867 och 1871–1874 ordförande i bevillningsutskottet och 1873 ordförande i riksgäldsfullmäktige. 1867 blev han på nytt minister, denna gång finansminister, ett ämbete som han dock varken önskat eller visade sig på ett tillfredsställande sätt kunna sköta. Redan 1868 begärde han att få avgå men övertygades av Louis De Geer att stanna kvar. Tillsammans med denne avgick han 1870. 1880 erbjöds af Ugglas att bilda regering men avböjde. Bland hans uppdrag under senare år kan nämnas, att han 1870–1874 var ordförande i styrelsen för Försäkringsaktiebolaget Skandia, 1874–1888 överståthållare i Stockholm, och 1879 blev den förste ordföranden i styrelsen för Stockholms högskola. Ugglas blev 1859 ledamot och 1882 hedersledamot av Lantbruksakademien.
af Ugglas blev kommendör med stora korset av Nordstjärneorden 28 januari 1864. Han blev vidare serafimerriddare 1875 och kommendör av Vasaorden.
af Ugglas var son till statsrådet Pehr Gustaf af Ugglas och bror till greven, riksdagsmannen Ludvig af Ugglas och Theresine Cederström. Han gifte sig 1850 med sin kusin Teresia Ulrika Elisabet Vilhelmina Björnstjerna, dotter till greve Magnus Fredrik Ferdinand Björnstjerna. Han var far till Magnus af Ugglas och Lizinka Dyrssen.

## Utmärkelser
- Riddare och kommendör av Kungl. Maj:ts Orden (Serafimerorden), 1 december 1875.[3]
- Kommendör med stora korset av Nordstjärneorden, 28 januari 1864.[3]
- Kommendör av Nordstjärneorden, 26 november 1860.[3]
- Riddare av Nordstjärneorden, 28 april 1858.[3]
- Kommendör med stora korset av Vasaorden, 17 juli 1886.[3]